# サンタンジェロ・イン・ポンターノ
サンタンジェロ・イン・ポンターノ（伊: Sant'Angelo in Pontano）は、イタリア共和国マルケ州マチェラータ県にある、人口約1,200人の基礎自治体（コムーネ）。

## 地理

### 位置・広がり
マチェラータ県のコムーネ。県都マチェラータから南へ23kmの距離にある。

#### 隣接コムーネ
隣接するコムーネは以下の通り。括弧内のFMはフェルモ県所属を示す。
- ファレローネ (FM)
- グアルド
- ローロ・ピチェーノ
- モンタッポーネ (FM)
- ペンナ・サン・ジョヴァンニ
- リーペ・サン・ジネージオ
- サン・ジネージオ

### 気候分類・地震分類
サンタンジェロ・イン・ポンターノにおけるイタリアの気候分類 (it) および度日は、zona E, 2193 GGである。
また、イタリアの地震リスク階級 (it) では、zona 2 (sismicità media) に分類される。

## 人物

### 著名な出身者
- トレンティーノのニコラウス（英語版） - 13-14世紀の聖職者、聖人。